# كيفن بارسونز (سياسي)
كيفن بارسونز هو سياسي كندي، ولد في 1961 في كندا. حزبياً، نشط في حزب المحافظين التقدمي في نيوفندلاند ولابرادور ‏.